# Jon Palais
Jon Palais, né le 21 mars 1979 à Villeneuve-sur-Lot (Lot-et-Garonne), est un militant écologiste français.

## Biographie
Jon Palais est né dans une famille de la classe moyenne : son père est professeur de mathématiques au lycée, sa mère employée à La Poste. Passionné par l'histoire de l'art, il entame des études d'arts plastiques, puis d'arts du théâtre, avant de se spécialiser dans l'audiovisuel. C'est en 2006, à 27 ans, qu'il devient militant écologiste, après avoir adhéré à Greenpeace à la suite de sa rencontre avec des recruteurs d'adhérents. Dans le même temps, après avoir vu le film Gandhi, il est marqué par son message de non-violence, et décide d'appliquer cette méthode à son combat pour la planète.[réf. nécessaire]

## Engagement écologiste

### Greenpeace
Très vite, il passe de militant à activiste et est formé aux techniques de blocage qui font la renommée de l’ONG. Il participe ainsi à de nombreuses actions de blocage en France ou à l'international comme par exemple sur le chantier de l’EPR de Flamanville en 2011, sur le passage des trains transportant des déchets radioactifs, dans la centrale nucléaire de Tricastin en 2013 ou dans les puits de pétrole canadiens en 2009.

### Bizi!
En 2011, après avoir déménagé dans les Landes, il participe à une formation à l’action non-violente de l’association basque Bizi !, fondée par Txetx Etcheverry en 2009 en vue d’associer lutte non-violente contre le changement climatique. Il prend alors conscience du caractère central du climat pour les différentes luttes écologiques et de justice sociale et s’engage résolument dans cette voie aux côtés de l’association basque.

### Alternatiba
Il participe à l’organisation du premier village des alternatives à Bayonne les 5 et 6 octobre 2013, événement fondateur du mouvement Alternatiba. La dynamique se répandant dans toute la France, il participe à la structuration théorique et logistique d’un mouvement qui voit éclore 107 groupes locaux en deux ans.

### ANV-COP21
Quelques semaines avant la COP21 à Paris, il fonde avec d’autres militants issus du mouvement Alternatiba et de Bizi le collectif « Action non-violente COP21 » (ANV-COP21), mouvement citoyen de résistance non-violent qui s'oppose aux projets et politiques contribuant aux dérèglements climatiques. Ce collectif reprend en octobre 2015 l’appel de Bizi à faucher des chaises dans les banques pour dénoncer l’évasion fiscale. À ce titre, en tant que porte-parole d’ANV-COP21, il est poursuivi par la justice pour vol en réunion. Le procès se tient le 9 janvier 2017 à Dax. Soutenu par près de deux mille personnes à son entrée au tribunal, il est finalement relaxé de toutes charges.

## Publications

### Ouvrages principaux
- La Bataille du siècle. Stratégie d'action pour la génération climat, Les Liens qui Libèrent, 2023.

### Ouvrages collectifs
- Crime climatique stop !, Seuil, 2015. Recueil de textes dont "Comment faire plier une multinationale climaticide" de Jon Palais

- Joyeux bordel. Tactiques, Principes et Théories pour faire la Révolution, 2015, Les Liens qui libèrent. Recueil de textes dont "Alternatiba, le village des alternatives au dérèglement climatique" de Jon Palais

- Et Si… le monde d’après ne ressemblait pas au monde d’avant ?, Alternatiba, 2020. Recueil de textes dont "Déviolenter" de Jon Palais[6]

- Basculons ! Dans un monde vi(v)able, Actes Sud, 2022. Recueil de textes dont "La génération climat à l’épreuve de l’urgence et du temps long", de Jon Palais